# Vert Dider
Vert Dider ist ein gemeinnütziges Online-Projekt. Es beschäftigt sich mit der Erstellung von Inhalten populärwissenschaftlicher Art für das Russisch sprechende Publikum.

## Geschichte
Das Projekt wurde im Juli 2013 gegründet. Es wird ausschließlich durch freiwillige Ehrenamtliche betrieben und finanziert sich primär über die Zuwendungen von Stiftungen oder privaten Spendern. Der Projektschwerpunkt besteht in der Übersetzung und Vertonung der Videos mit populärwissenschaftlichen Inhalten. Es wurden mehr als 1000 Videos (darunter Videos von Bildungskanälen, Vorträge, Debatten und Dokumentationen) auf der offiziellen Projektplattform im sozialen Netzwerk Vkontakte veröffentlicht.
Am 19. Januar 2016 startete die Zusammenarbeit mit der russischen Filiale BuzzFeed Media Company.
Im Jahr 2017 – gemeinsam mit dem anderen wissenschaftlichen Projekt SciOne – wurden folgende Personen interviewt: Walter Lewin, Robert Sapolsky, Lawrence Krauss, Richard Dawkins und James Watson.
Das Projekt ist ein ständiger Informationspartner der Harry-Houdini-Stiftung. Diese hat einen Preis für diejenigen, die einen wissenschaftlichen Nachweis für paranormale Fähigkeiten liefern, ausgeschrieben. Das Preisgeld beträgt 1.000.000 Rubel (etwa 15.000 Euro).

### Übersetzung der Kurse und Vorträge
Im Oktober 2015 begann die Übersetzung der „Messenger Lectures“ von Richard Feynman. Die Arbeit wurde im Juli 2017 erfolgreich abgeschlossen. Der gesamte Vorlesungskurs auf Russisch wurde online veröffentlicht und ist für alle zugänglich.
Im Juli 2016 – gemeinsam mit JavaRush – begann die Übersetzung des Computerkurses CS50. Im April 2017 wurde bekannt gegeben, dass die Arbeit erfolgreich abgeschlossen wurde.
Aktuell (Stand 2018) finden die Arbeiten zur Übersetzung des Vorlesungskurses des amerikanischen Neuroendokrinologen Robert Sapolsky, „Biologie des menschlichen Verhaltens“ (englisch „Human Behavioral Biology“). Im April wurde die Vorlesung Nr. 15 veröffentlicht.

### Zusammenarbeit mit Bildungskanälen
Eine Reihe von Bildungskanälen erteilte dem Projekt die Erlaubnis, ihre Videos zu übersetzen. Die Kanäle sind unten aufgeführt:
- Veritasium (seit 2015)[16]
- AsapScience (seit 2015)[17]
- MinutePhysics (seit 2015)[18]
- Fraser Cain (seit 2017)[19]

## Preise und Auszeichnungen
Im Jahr 2015 wurde der Verein als „Bestes Online-Projekt über Wissenschaft“ für eine Auszeichnung „Für die Loyalität zur Wissenschaft“ nominiert, die vom Ministerium für Bildung und Wissenschaft der Russischen Föderation initiiert wurde.